# Morte et dabo
Morte et dabo è un singolo del gruppo musicale britannico Asking Alexandria, pubblicato il 15 febbraio 2011 come primo estratto dal secondo album in studio Reckless & Relentless.

## Descrizione
Traccia conclusiva di Reckless & Relentless, secondo quanto affermato dal frontman Danny Worsnop Morte et dabo è l'unico brano fittizio dell'album ed è stato composto per essere il più blasfemo e cattivo che possa essere. Il tema trattato, infatti, è relativo all'uccisione di Dio.
Un remix del brano, ad opera dei Sol Invicto, è stato pubblicato nell'album di remix Stepped Up and Scratched (2011).

## Tracce
1. Morte et dabo – 5:16

## Formazione
Gruppo
- Danny Worsnop – voce
- Ben Bruce – chitarra, voce
- Cameron Liddell – chitarra ritmica
- Sam Bettley – basso
- James Cassells – batteria

Produzione
- Joey Sturgis – produzione, ingegneria del suono, missaggio, mastering
- Nick Sampson – montaggio e ingegneria del suono aggiuntive
- Shawn Keith – A&R
- Nick Walters – A&R
- Daniel McBride – layout
- Daniel Wagner – logo designer
- Paul Harries – fotografia

## Classifiche
| Classifica (2011)          | Posizione massima |
| -------------------------- | ----------------- |
| Regno Unito (rock & metal) | 23                |